# 金秉俊
金 秉俊（キム・ビョンジュン、英語: Kim Byoungjun、朝鮮語: 김병준、1991年8月15日 ‐ ）は、韓国・慶尚北道出身でハードルが専門の陸上競技選手。110mハードルの自己ベストは13秒39の韓国記録保持者。2017年ロンドン世界選手権の韓国代表。

## 経歴
高校1年生だった2008年にハードルを始め、2年後には韓国代表に選ばれるまでに成長した。
2014年9月30日、自国開催となった仁川アジア大会男子110mハードル決勝で13秒43（+0.4）の韓国新記録（当時）をマークし、優勝した中国の謝文駿には0秒07及ばなかったものの銀メダルを獲得した。なお、2015年北京世界選手権男子110mハードルの参加標準記録（13秒47）の有効期間は2014年10月1日からだったため、1日の差に泣くことになった。金は結局、有効期間内に北京世界選手権の参加標準記録を破ることはできなかった。
2017年6月12日、タイ・オープン選手権男子110mハードルにおいて、自身の持つ韓国記録を更新する13秒39（+0.3）をマークし、ロンドン世界選手権の参加標準記録（13秒48）を破った。
同年8月6日、ロンドン世界選手権男子110mハードルに出場し、シニア世界大会デビューを果たした（結果は予選敗退）。

## 自己ベスト
記録欄の（　）内の数字は風速（m/s）で、+は追い風を意味する。
| 種目         | 記録          | 年月日        | 場所             | 備考     |
| 屋外         | 屋外          | 屋外          | 屋外             | 屋外     |
| ------------ | ------------- | ------------- | ---------------- | -------- |
| 110mハードル | 13秒39 (+0.3) | 2017年6月12日 | バンコク         | 韓国記録 |
| 室内         |               |               |                  |          |
| 60mハードル  | 7秒86         | 2014年2月8日  | フラッグスタッフ |          |

## 主要大会成績
備考欄の記録は当時のもの
| 年   | 大会                  | 場所             | 種目  | 結果 | 記録          | 備考              |
| ---- | --------------------- | ---------------- | ----- | ---- | ------------- | ----------------- |
| 2013 | アジア選手権          | プネー           | 110mH | 予選 | DNF           |                   |
| 2013 | 東アジア大会 (en)     | 天津             | 110mH | 2位  | 13秒61 (-0.2) | 自己ベスト        |
| 2014 | アジア大会            | 仁川             | 110mH | 2位  | 13秒43 (+0.4) | 韓国記録          |
| 2015 | アジア選手権          | 武漢             | 110mH | 3位  | 13秒75 (-0.6) |                   |
| 2015 | ユニバーシアード (en) | 光州             | 110mH | 決勝 | DNS           | 予選13秒79 (-0.4) |
| 2017 | アジア選手権          | ブバネーシュワル | 110mH | 予選 | 14秒07 (-0.4) |                   |
| 2017 | 世界選手権            | ロンドン         | 110mH | 予選 | 13秒81 (+0.1) |                   |